# 第七高等学校造士館 (旧制)
| 第七高等学校造士館（七高） | 第七高等学校造士館（七高）    |
| -------------------------- | ----------------------------- |
| 創立                       | 1901年（明治34年）            |
| 所在地                     | 鹿児島県鹿児島市山下町117番地 |
| 初代校長                   | 岩崎行親                      |
| 廃止                       | 1950年（昭和25年）            |
| 後身校                     | 鹿児島大学                    |
| 同窓会                     |                               |

旧制第七高等学校 造士館（きゅうせいだいしちこうとうがっこう ぞうしかん）は、鹿児島県鹿児島市山下町（今の城山町）にあった官立旧制高等学校。
1901年（明治34年）4月に設立された。略称は「七高」（しちこう）。

## 概要
江戸時代の薩摩藩校「造士館」から続く伝統を持ち、鹿児島の精神を受け継ぐ高等教育機関として発足し、
20世紀前半を通して、主に帝国大学をはじめとする官立大学への進学校として、男子の高等普通教育に寄与した。
全国から集まった生徒は、校内外の寄宿舎に下宿し、3学部に分かれて3年間学んだ。
また、創立初期より清国留学生を受け入れ、以降相当数の中国人留学生が入学した。
最後は、第二次大戦後の学制改革で設立された新制鹿児島大学の文理学部の母胎となりながら発展的解消をみる。
第二次大戦後すぐの1年間のみ男女共学化し、女子学生1名も輩出している。

## 沿革
第七高等学校造士館設立前の経緯
- 1773年（安永2年）- 鹿児島藩主・島津重豪により藩校「造士館」が創設される。
- 1871年（明治4年）- 廃藩置県により、藩校が廃止される。
- 1884年（明治17年）12月 - 「鹿児島県立中学造士館」が設置される。
  - 旧・鹿児島藩主公爵・島津忠義が祖先の遺志を引き継ぎ、巨額の金員を寄付して造士館再興の件を鹿児島県庁に委託。その結果、中学校教則大綱に基づいて鹿児島中学と鹿児島学校を廃止の上、両資産をあわせ、元・鹿児島学校の旧跡に教場が増築された。
- 1885年（明治18年）
  - 2月 - 生徒募集を実施。
  - 3月 - 授業を開始。
- 1887年（明治20年）12月 - 公爵・島津忠義の請願により、諸学校通則第1条に従い県立校の地位を確立した上で、中学校令に基づく高等中学校に昇格して文部省の管轄となし「鹿児島高等中学造士館」と称する。
  - 島津珍彦を初代館長に任命。
- 1888年（明治21年）1月 - 学科課程を定め、その学科を本科・予科・補充科の3科とし、元・県立中学造士館の生徒を収容して授業を開始。
- 1891年（明治24年）8月 - 文部省視学官・川上彦次が第2代館長に命じられる。生徒2名が初めて本科を卒業する。
- 1893年（明治26年）3月 - 前館長・島津珍彦が館長に復職（第3代）。
- 1896年（明治29年）
  - 9月 - 廃校となり、生徒は他の高等学校に転学。（1887年（明治20年）高等中学校の制度に改められた時からわずか8年間に卒業生を48名出した。）
  - 12月 - 再び鹿児島県庁の管轄に属し、「鹿児島県尋常中学造士館」と称する。
- 1897年（明治30年）1月 - 元・高等中学造士館予科の生徒を収容して授業を開始。
- 1901年（明治34年）- 第七高等学校造士館が設置されるにあたり、鹿児島県尋常中学造士館を廃止し、生徒はすべて同時に設置された鹿児島第一中学校分校に収容。

第七高等学校造士館設立
- 1901年（明治34年）
  - 3月 - 勅令第24号で文部省直轄諸学校官制中改正の件が公布され、同官制第1条第1項中に「第七高等学校造士館」が追加される。勅令第25号で職員の定員を制定。
  - 4月 - 鹿児島県第一中学校校長兼教諭・鹿児島県中学造士館長、岩崎行親が本校教授に任じられ、校長心得を命じられる。
  - 5月 - 校則を制定。
  - 6月 - 文部省令第13号をもって、大学予科を設置。文部省令第125号をもって本校の位置を「鹿児島県鹿児島市山下町117番地」に定める。
  - 7月 - 予科各部第1学年を募集。
  - 8月 - 事務分掌規程および事務所順序を定める。
  - 9月 - 入学試験を実施。合格者147名に入学を許可。
  - 同月 - 本校諸規則を定め、生徒の制服・制帽および帽章を規定。
  - 9月26日 - 授業を開始。
  - 9月30日 - 寄宿舎を開き、生徒が入寮。
  - 10月25日 - 開校式を挙行。文部大臣菊池大麓が臨席[7]。（開校記念日とする）
- 1903年（明治36年）8月 - 学科主任規程と評議員規程を定める。
- 1904年（明治37年）
  - 4月 - 規則中に成業の見込みがないと認められた者は除名するという項目を加える。
  - 7月 - 第1回卒業式を挙行。各部3年生、計87名が卒業。
- 1905年（明治38年）4月 - 従来学校の経費は1901年（明治34年）の創設以来、島津公爵の寄付金で賄われていたが、この時より国庫支弁に帰属することとなる。
- 1906年（明治39年）
  - 7月 - 岩崎校長以下教員4名、校医1名、生徒53名が許可をえて、満韓地方に修学旅行を行う。
  - 9月 - 初めて清国の学生（6名）を収容。
  - この年 - 校旗を制定。
- 1907年（明治40年）
  - 9月 - 新入生の保証人を廃止し、担任教師の制度を定める。
  - 10月 - 皇太子が来校。
- 1908年（明治41年）
  - 3月 - 文部省告示第78号をもって大学予科入学者選抜試験規程が廃止され、学校別に試験を行うことに改められる。
  - 同月 - 文部省令第9号をもって高等学校の修業年限および入学資格程度を廃止し、同時に大学予科入学者資格を定める。
- 1909年（明治42年）9月 - 第一高等学校を卒業した清国学生5名を収容。
- 1911年（明治44年）7月 - 高等中学校令の公布と同時に高等中学校規程が制定される。
- 1912年（明治45年）2月 - 寄宿舎1棟を増築。
- 1913年（大正2年）8月 - 中等教員夏期講習会を開設。
- 1914年（大正3年）
  - 1月 - 桜島大噴火により、校舎石垣等が多大の損害を受け、文部省建築課長の取り調べ（調査）が実施され、復旧工費約7万円の予算が配分される。
  - 7月 - 復旧工事が起工。
- 1915年（大正4年）
  - 3月 - 復旧工事が完了。
  - 7月 - 各高等学校主催関東州、山東省ならびに南洋諸島修学旅行団体に教授2名、生徒8名が参加。
- 1918年（大正7年）12月 - 高等学校令が公布される。
- 1919年（大正8年）3月 - 高等学校規程が制定される。（高等科を設置）
- 1921年（大正10年）4月 - 高等学校の開始期をこの時から4月に繰り上げる。
- 1922年（大正11年）
  - 5月9日 - 英国皇太子が鹿児島を訪問。
  - 5月 - 化学実験室と博物実験室が完成。
  - 11月 - 校地が陸軍省から文部省へ移管される。
  - 12月27日 - 旧造士館長・島津珍彦男記念銅像除幕式を挙行。
- 1925年（大正14年）
  - 3月 - 運動場を拡張。
  - 4月 - 陸軍将校が配属される。教練が実施される。
- 1926年（大正15年）10月 - 雨天体操場が完成。
- 1927年（昭和2年）
  - 2月22日 - 火災により寄宿舎の西寮・南寮の2棟を焼失。
  - 5月 - 鹿児島大林区署跡建物を仮寄宿舎として借り受け、生徒100名を収容。
  - 8月 - 天文観測室が完成。
  - 9月 - 西側裏門を新設。
  - 10月 - 水泳場（プール）が完成。
- 1928年（昭和3年）
  - 3月 - この時から選抜試験（入試）を本校以外に沖縄県庁で実施。
  - 3月 - 仮寄宿舎として使用していた鹿児島大林区署跡の建物を大蔵省に返還する。
  - 6月 - 寄宿舎が完成。
  - 11月 - 生徒監を生徒主事に改める。
- 1929年（昭和4年）3月 - 授業料を1年65円から80円に増額。
- 1933年（昭和8年）11月 – 公民教育講座を県教育会館で実施。
- 1935年（昭和10年）11月17日 - 天皇が来校。
- 1936年（昭和11年）7月 - 従来の本館を明治天皇臨幸記念館として磯浜の旧位置に移転。
- 1937年（昭和12年）5月 - 本館が新築完成。
- 1938年（昭和13年）3月 - 沖縄県庁で実施してきた選抜試験を中止。
- 1940年（昭和15年）11月17日 - 学友会を廃止し、報国団を結成。
- 1941年（昭和16年）1月8日 - 学内寄宿舎が国士寮と改称され、その結成式が行われる[8]。
- 1942年（昭和17年）11月21日 - 造士館創設者従三位島津重豪の頌徳碑を建立。
- 1943年（昭和18年）6月15日 - 学内に設置された胸像・銅像が軍事物資製造のために回収される。
- 1945年（昭和20年）
  - 6月 - 米軍による鹿児島大空襲により校舎が全焼。
  - 8月 - 長崎への原爆投下により、同市内の三菱兵器工場に動員されていた七高生多数が被爆し14名が死亡。
  - 11月 - 校舎は出水郡の仮施設に移動[9]。
- 1946年（昭和21年）3月 - 校名から「造士館」を除き、「第七高等学校」に改称[10]。
- 1947年（昭和22年）、出水町から鹿児島の旧所に校舎復帰[11]。
- 1948年（昭和23年）4月、最後の入学試験で合格した津崎幸子が入学。七高の最初で最後の女子学生となった[5][6]。
- 1949年（昭和24年）5月31日 - 新制「鹿児島大学」の発足により、包括され「鹿児島大学第七高等学校」と改称。
- 1950年（昭和25年）3月31日 - 廃校。

## 校地の変遷と継承
- 鶴丸城址に置かれた七高校地は、鹿児島県立中学造士館設立から新制鹿児島大学への移行に至るまで基本的に同地で維持されたが、1945年6月の空襲による校舎の全焼後、学校再開の施設の目途が立たず、同年10月末になって鹿児島県出水郡高尾野町（現：出水市）の第二出水海軍航空隊の旧施設に移転の見込みがついたものの、11月になって施設の使用許可が進駐軍軍政官より下りなかったので、町の公会堂で入学式および始業式をあげることにし、11月20日をもって鶴丸城址における学校事務を閉じた。12月8日に、軍政官より高尾野町の施設使用を許可され、1946年1月7日より高尾野校舎で授業を再開した。

1946年11月には高尾野校舎で2度目の入学式、1947年2月には卒業式が行われたが、旧校地復帰の要望が多く、1947年4月には、七高教室跡に建てられていた厚生省鹿児島援護局の建物2棟に一部移転を開始し、9月15日の文・理科1年の移転をもって全科全学年の旧校地への復帰が完了した。
- 七高校地は新制鹿児島大学への包括にともない鹿児島大学の一般教養部の敷地となったが、1953年4月24日の火事で、本館以外の校舎をほとんど焼失した一般教養部は、1958年までに市内郡元地区に統合移転し、入れ替わりに1957年2月の同大学医学部基礎学科の新築移転を皮切りとして[13]、医学部施設が移転・新設され、1974年9月まで同大学医学部の校地となった[14]。
- 現在、鶴丸城址の旧校地には鹿児島県歴史資料センター黎明館（1983年開館）・県立図書館（1980年開館）が建てられており、黎明館内には旧制七高関連のコーナーが設けられている。また敷地内には「七高久遠の像」および寮歌「『北辰斜に』の碑」が建立されている[15]。疎開先の出水海軍航空隊跡は出水市立下水流小学校校地となっており[16]、同校校門横には「第七高等学校造士館址」の碑が建立されている。
- 旧集成館の建造物の1つとして世界文化遺産に登録され、国の重要文化財に指定されている、鹿児島市吉野町の「旧鹿児島紡績所技師館（異人館）」は、1884年（明治15年）に鹿児島学校の校舎として鶴丸城址内に移築され、造士館設立後もそのまま校舎の一部として使用された後、1936年（昭和11年）7月に校舎改築に合わせて、記念建造物保護のために、旧地に再移築されたものである[17]。

## 設立時の事情
第七高等学校造士館の前身となる鹿児島高等中学造士館は、1886年（明治19年）4月9日公布の中学校令に基づき、1887年（明治20年）12月に設置され、この時に設置された7校のうち、最後に決定された高等中学校となった。
政府と文部大臣森有礼の当初計画では、全国を5つの区域に分けて、それぞれの区域に１つ高等中学校を設定することで、全国の県立府立中学校を5校に削減集約して文部省管轄の国立校として管理し、また地方の負担を軽減する予定であった。
5校設立後に、有志の私費で運営され実質的に私立校であった山口中学校と鹿児島造士館の高等中学校への移行を追加で許したのは、薩長閥政治家の意向を反映しているという批判もあった。
実際に、郷友の運動や島津珍彦による森有礼への働きかけもあり、鹿児島高等中学造士館が文部省管理の高等中学校として島津珍彦が校長となり発足した。
島津珍彦の嘆願書は、九州地区の高等中学校を鹿児島に設置することを要望する内容であったが、結局、九州を含む第5区には熊本と鹿児島に2つの高等中学校が開設したので、定員を満たすだけの尋常中学校あるいは予備門学校の卒業生を確保することは困難であった。
関東甲信地域を区域とした一高以外の高等中学校はどこも、必要な学力レベルに達した生徒の確保に苦労していたので、山口高等中学のように別に予備門の中学を持つか、本科と別に補充科を設けて補修を行っていたが、1894年（明治27年）6月25日の「高等学校令」の発令前には、造士館以外の学校ではすでに補充科への生徒募集を停止していた。
「高等学校令」公布時に補充科の生徒を抱えていた造士館は、1896年（明治29年）9月3日に文部省の管轄を外れ廃校となり、県の管理下に戻って鹿児島県尋常中学校造士館となった。他の６つの高等中学校は新制度のもとで高等学校に移行した。
文部省は実業界の要望を容れて、実学を重視し、高等学校における専門課程の拡充に力を入れた。高等学校の大学予科としての機能は縮小して、即戦力のある労働者をより早く労働市場に供給する体制を作ろうという目論見だったが、1897年（明治30年）の京都帝国大学の創設にみるように、大学教育の需要は高まるばかりであった。
鹿児島県中学造士館長岩崎行崎と島津忠重は、東北大学創設を目指す星亨にも働きかけ、大学予科をもつ学校の増設として鹿児島への高等学校設置を嘆願し、忠重よりの金16万2千円と造士館の資産寄付もあって、1900年（明治33年）の第六高等学校（岡山県）の新設に続き、1901年（明治34年）に第七高等学校造士館の設置が決定した。
なお、山口高等学校は1905年（明治38年）2月に商業専門学校として山口高等商業学校となったので、1908年（明治41年）に名古屋に第八高等学校ができてから、1919年（大正8年）4月に再び山口高等学校が、新潟高等学校・松本高等学校・松山高等学校と共に創設されるまで、普通高等学校は第一から第八までのナンバースクールのみであった。

## 入試
1901年（明治34年）の高等学校としての第1回入学試験は、9月に施行されたので、すでに試験の終わっていた他の６つの高等学校の受験に失敗した生徒たちが殺到した。
1902年（明治35年）に、文部省告示第82号「高等学校大学予科入学試験規定」によって、入学試験は文部省の管理のもと全国共通で行われることになった。試験実施は各高等学校で行われるが、試験問題は同一で、受験生はその成績と志望順位によって入学する高校が決められた。生徒は、地方の高校で受験し、東京の一高を第一志望とするといったことが可能であった。
1908年（明治41年）3月に、先の規定は廃止され、高校別に生徒募集・入学試験を行う方式に戻った。七高の岩崎館長は交通不便な僻地に優秀な生徒を集めるためと称し、1908年度より数年にわたって東京と鹿児島の2か所で試験を行い、また期日も1か月早める等の施策をとった。東京で浪人をしていた受験生も多く、一高受験に失敗していた石黒忠篤はこの時に入学した。
1926年（大正15年）の入学試験から行われていた、第1志望・第2志望の2校を受験できる二班試験制は、1928年（昭和3年）3月の試験から廃止されたが、受験生の負担軽減のために試験科目が制限され、口頭試験や身体検査が導入された。同月には沖縄県庁でも選抜試験が行われた。沖縄県での試験は1938年（昭和13年）に中止された。

## 七不思議
第七高等学校造士館は、鶴丸城址に建てられた。
居城などの建物は火事で無くなっていたが、鉄の正門に続く擬宝珠の石橋や井戸は残っていた。そんな城跡にまつわるいくつかの不思議な話が残り言い伝えられていた。
- 笑う擬宝珠

鶴丸城の築城時、橋や城壁の一枚の石を取れば全部が崩れるという仕掛けを作らせた。
そして、その秘密が外に漏れることを恐れ、設計や施工に携わった石工を殺した。
その石工の恨みが橋に残り、雨がちな夜、右欄干の奥から二番目の擬宝珠が髪を振り乱してへらへら笑うことがあるという。
恨みの主は、石工の女房だという話もあり、あるいは白髪の石工の死面を確かに見たという話もある。
- ドッペり井戸

校舎正面の左手の教室の前にある井戸、これをのぞいたものは3度に1度はドッペる（落第留年する）。
これは、井戸底にひそむ亡霊が覗き込んだ者に祟って落第させるのだという。
3月15日は及落会議が朝から夜遅くまで続き、成績表が張り出される。59点以下が不合格、不合格科目には、50点台が赤マル、40点台は青マル、39点以下は黒マルのマークがつけられる。2度連続ドッペると、退学になる。
- 大慈水の井戸

江戸の末期、城中で2人の小姓と1人の可憐な腰元とが三角関係になり、恋に狂った1人の小姓が奸策をもって殿中の長廊下に恋敵を誘い出し、殿の手によって成敗させ、その屍を庭の井戸に投げ込んだ。それから五月雨のしとしと降りしきる夜になると、井戸の底からとも地の中からとも知れぬところから哀れなる男子の声が聞こえるという。この井戸は元科学教室の南方の中庭にあったが、ここにプールが建設された。
- 白馬の騎士

秋の空の美しい夜、不可思議な幻想曲の伴奏が流れて、白馬にまたがった若い騎馬武者が紺地錦の鎧直垂に紫下濃の着長、反った霊剣に白狐の皮の鞘かけ、白鷹の羽と鵲の羽を交せた征矢を肩高と荷い、塗籠の弓の真ん中を握り、白馬の鬣を東に向けて飛んでいくという。これも悲恋にまつわる一残影とか。
- 便所の怪声

西寮の古便所の1つ。夜中ここに入って四隅の柱をなでるとキャーッという怪声が叫ばれるという。
- 白髪の老婆

夜生徒課前の東寮の三つ目の便所に入り、用を済ませて出ようとすると、白髪の老婆がその戸を押さえ、どうしても開かないまま夜を徹するとか。
- 秘密の抜け穴

西寮の裏には、城山に続く抜け穴がある。途中には水たまりがあって、何とも気味の悪い穴。
- その他の不思議

1. 便所にまつわるもう一つの伝説では、試験勉強に思わず夜を更かして足音寂しくひとり階段を下りて便所に行く。さて用を済ませて再び階段を上ろうとすると、どうしても階段が一段足らぬ。何度も上から下へ、下から上へと数えても1つ足りなくなるという。
2. 薩摩義士の記念碑のある大手の濠、城山の雨水がちょろちょろと注ぐところに、丑三つ時に凍らんばかりの寒気をつんざいて絶え絶えに哀れな嬰児の声が流れてくる。勇をこらして濠の内へと忍び込めば、こんどはギャーッと嬰児の悲鳴が上がる、水芋の葉の下に嬰児の首がごろりと、唇から血を吐いて泣いているとか。

## 歴代校長
鹿児島高等中学造士館 館長
- 初代 - 島津珍彦（1887年（明治20年）12月 - 1891年（明治24年）8月16日）
- 第2代 - 川上彦次（1891年（明治24年）8月16日 - 1893年（明治26年）3月13日）
- 第3代 - 島津珍彦（1893年（明治26年）3月13日 - 1896年（明治29年）9月2日）

第七高等学校造士館・第七高等学校 校長
- 初代 - 岩崎行親（1901年（明治34年）4月 校長心得（1902年（明治35年）5月から校長） - 1912年（大正元年）9月）

-（前）鹿児島県第一中学校長兼教諭、鹿児島県中学造士館館長　（後）依願退官
- 第2代 - 小西重直（1912年（大正元年）9月 - 1913年（大正2年）8月）- （前）文部省視学官  （後）京都帝国大学分科大学教授
- 事務取扱 - 井上恒二　館長事務取扱 （1913年（大正2年）8月 - 同年10月）
- 第3代 - 吉田賢龍（1913年（大正2年）10月 事務取扱（1914年（大正3年）4月から校長） - 1920年（大正9年）4月）

- （前）第三高等学校教授　（後）広島高等師範学校校長
- 第4代 - 渡部董之介（1920年（大正9年）4月 - 1925年（大正14年）4月）- （前）従四位勲三等　（後）依願免官
- 第5代 - 由比質（1925年（大正14年）4月 - 1930年（昭和5年）4月7日病死）- （前）松山高等学校校長　（後）病死
- 第6代 - 葉山万次郎（1930年（昭和5年）4月23日 - 1933年（昭和8年）9月）- （前）山形高等学校校長　（後）大阪外国語学校校長
- 第7代 - 堀重里（1933年（昭和8年）9月 - 1937年（昭和12年）8月）- （前）静岡高等学校校長　（後）福岡高等学校校長
- 第8代 - 岡田恒輔（1937年（昭和12年）8月 - 1943年（昭和18年）4月1日[41]）- （前）新潟高等学校校長 （後）埼玉師範学校校長
- 第9代 – 浅野孝之（1943年（昭和18年）4月1日[41] - 1947年（昭和22年）9月）- （前）姫路高等学校校長
- 第10代 - 緒方健三郎（1947年（昭和22年）9月 - 1950年（昭和25年）3月）

## 著名な出身者
【鹿】は前身の鹿児島高等中学造士館本科卒業生（尋常中学に相当する予科の出身者は「中学造士館」のページを参照。）

### 政治・行政
- 赤塚正助【鹿】- 国会議員（衆議院）、外交官
- 有元史郎 - 教育者（芝浦工業大学創設者）、岡山県津山市長
- 綾川武治 - 国会議員（衆議院）、国家主義活動家、弁護士
- 池田清志 - 国会議員（衆議院）、官僚（官選栃木県知事）
- 池田正辰 - 鹿児島県蒲生町長
- 池松時和【鹿】- 官僚（官選福井県・千葉県・滋賀県・和歌山県・大阪府・京都府知事）
- 石神啓吾（※中退） - 国会議員（衆議院）、宮崎県高岡町長
- 石黒忠篤 - 官僚（農林次官）、閣僚（農林大臣）、国会議員（貴族院、参議院）
- 泉守紀 - 官僚（官選沖縄県・香川県知事）
- 井上徳命 - 国会議員（衆議院）、宗教家（僧侶）、教育者
- 井上知治 - 国会議員（衆議院副議長、参議院）、閣僚（賠償庁長官）
- 今宿次雄 - 官僚（官選沖縄県・佐賀県知事）、滋賀県八日市市長
- 今村武俊 - 官僚、教育評論家、鹿屋体育大学第3代学長・名誉教授、鹿児島女子大学学長
- 入江海平 - 官僚（拓務次官）
- 伊礼肇 - 国会議員（衆議院）、沖縄県北谷村長
- 岩尾精一 - 大分県日田市長
- 岩元禧 - 官僚（官選沖縄県知事）、鹿児島市長
- 殷汝耕 - 冀東防共自治政府政務長官
- 牛島省三 - 官僚（官選茨城県知事）、実業家
- 宇都宮孝平 - 官僚（官選青森県知事）、愛媛県松山市長
- 太田正孝 - 国会議員（衆議院、参議院）、閣僚（自治庁長官）、官僚
- 大鷹正次郎 - 外交官
- 折小野良一 - 国会議員（衆議院）、宮崎県延岡市長
- 海江田鶴造 - 国会議員（参議院）、官僚
- 柏原幸一 - 国会議員（衆議院）、実業家
- 勝目清 - 鹿児島市長
- 金丸三郎 - 鹿児島県知事、国会議員（参議院）、閣僚（総務庁長官）、官僚（自治事務次官）
- 鎌田要人 - 鹿児島県知事、国会議員（参議院）、官僚（自治事務次官）
- 川越茂 - 外交官（大使）
- 川口彦治【鹿】- 官僚（官選大分県・奈良県・秋田県・熊本県・愛知県知事）、実業家
- 菊池盛登 - 官僚（官選滋賀県・静岡県知事）
- 菊山嘉男 - 官僚（官選山口県・宮城県知事）
- 北原三男 - 官僚
- 久米成夫 - 官僚（官選大分県・愛媛県・奈良県知事）、鹿児島市長
- 小森雄介【鹿】 - 国会議員（衆議院）、実業家
- 近藤博夫 - 大阪市長、土木技術者
- 坂元貞一郎 - 官僚（厚生事務次官）
- 崎山嗣朝 - 国会議員（衆議院）、沖縄県那覇市長
- 佐多忠隆 - 国会議員（参議院）
- 鮫島眞男 - 衆議院法制局長、法学者（商法）
- 沢田一精 - 熊本県知事、国会議員（参議院）
- 塩月学 - 国会議員（衆議院）
- 下稲葉耕吉 - 国会議員（参議院）、閣僚（法務大臣）、官僚（警視総監）
- 周仏海 - 中華民国南京国民政府の政治家（上海特別市長）
- 鈴木脩蔵 - 官僚（官選岩手県知事）
- 瀬長亀次郎（※中退） - 国会議員（参議院、衆議院）、那覇市長、琉球立法院議員
- 曾山克巳 - 官僚（郵政事務次官）、日本電気役員、日本電気システム建設会長、エフエムジャパン社長
- 高橋守雄 - 官僚（官選滋賀県・長野県・兵庫県知事、台湾総督府総務長官、警視総監）、熊本市長、熊本商科大学初代学長
- 滝脇宏光 - 国会議員（貴族院）、実業家、官僚
- 竹下豊次 - 官僚（台中州知事、関東州庁長官）、国会議員（貴族院、参議院）
- 立川宗保 - 官僚、日本食糧倉庫社長、大日本蚕糸会会頭
- 立田清辰 - 官僚（官選鳥取県・千葉県知事）
- 田中無事生 - 官僚（官選高知県・茨城県知事）、福岡県若松市長
- 田中豊 - 官僚（大蔵次官）、宝酒造社長
- 中馬辰猪 - 国会議員（衆議院）、閣僚（建設大臣）
- 津崎尚武 - 国会議員（衆議院）
- 土屋佳照 - 鹿児島県知事、官僚（自治事務次官）
- 鶴園哲夫 - 国会議員（参議院）、官僚・労働組合幹部（全農林委員長）
- 寺園勝志 - 鹿児島県知事
- 東郷茂徳 - 外交官（大使）、閣僚（外務大臣、拓務大臣、大東亜大臣）
- 徳田球一（※中退） - 社会主義運動家、国会議員（衆議院）
- 飛岡卯一郎【鹿】- 国会議員（衆議院）
- 富永文一 - 官僚（咸鏡北道・京畿道知事）
- 中野敏雄 - 国会議員（貴族院）、実業家、佐賀県武雄市長
- 永野芳辰 - 官僚（官選高知県知事）、実業家
- 中村四郎 - 官僚（官選徳島県知事）
- 中山福蔵 - 国会議員（衆議院、参議院）、弁護士
- 西村英一 - 国会議員（衆議院）、閣僚（厚生大臣、建設大臣、国土庁長官、行政管理庁長官）
- 野田俊作 - 国会議員（衆議院、貴族院、参議院）、官選福岡県知事
- 橋口隆 - 国会議員（衆議院）、官僚
- 橋口行彦 - 鹿児島県串木野市初代市長・串木野町長、鉄道技師（鉄道大臣官房研究所所長）
- 原田維織 - 官僚（官選三重県・栃木県知事）、実業家
- 半田敏治（※中退） - 満洲国官僚、大日本帝国陸軍軍人
- 平瀬實武 - 鹿児島市長、鹿児島県串木野市長・串木野町長、温泉銭湯経営者
- 平田貫一 - 官僚、神宮皇學館長・皇學館大学学長、神職
- 平原浩哉 - 官僚
- 深水六郎 - 国会議員（参議院）、官僚、熊本放送社長
- 福元岩吉 - 官僚（澎湖庁長）
- 藤田栄介 - 外交官（総領事、公使）
- 二見甚郷 - 宮崎県知事、宮崎市長、国会議員（参議院）、外交官（大使）
- 古川静夫 - 官僚（官選佐賀県・愛媛県知事）
- 穂積七郎 - 国会議員（衆議院）
- 松沢兼人 - 社会運動家、国会議員（衆議院、参議院）、社会学者
- 松本真一 - 国会議員（衆議院）、実業家
- 宮崎茂一 - 国会議員（衆議院）、閣僚（科学技術庁長官）、官僚
- 村尾薩男 - 国会議員（衆議院）、社会主義運動家
- 持永和見 - 国会議員（衆議院）、官僚
- 宮田笑内 - 官僚（官選福井県知事）
- 森由己雄 - 国会議員（衆議院）、宮崎県小林町長、弁護士
- 森田俊介 - 官僚（台中州知事）
- 保岡武久 - 国会議員（衆議院）、官僚
- 山川建 - 官僚、国会議員（貴族院）
- 山岸金三郎 - 官僚（台東庁長）
- 山崎小五郎 - 官僚（運輸次官）、自衛官（海上幕僚長）
- 山田俊介 - 官僚（官選青森県・福岡県知事）、神奈川県逗子市長・逗子町長
- 豊永光 - 国会議員（衆議院）、鹿児島県名瀬市長
- 吉川覚 - 官僚（官選福井県知事）

### 社会運動・社会活動
- 太田淳昭 - 僧侶、浄土真宗本願寺派総長
- 鹿地亘 - 社会主義運動家、小説家
- 竪山利文 - 全日本民間労働組合協議会議長、全日本民間労働組合連合会会長
- 是枝恭二 - 社会主義運動家
- 佐野博 - 社会主義運動家
- 佐野学 - 社会主義運動家、日本共産党（第二次共産党）委員長
- 佐波亘 - 日本キリスト教会牧師
- 半田孝海 - 僧侶、平和運動家
- 穂積五一 - 社会教育家
- 益田哲夫 - 全日本自動車産業労働組合委員長
- 四元義隆 - 政界指南役（フィクサー）、実業家

### 法曹
- 長部謹吾 - 最高裁判所裁判官、検事
- 河村又介 - 法学者（憲法）、最高裁判所裁判官
- 木村篤太郎 - 弁護士（第一東京弁護士会会長）、検事総長、閣僚（法務総裁・法務大臣、保安庁長官・防衛庁長官）、全日本剣道連盟名誉会長
- 谷口正孝 - 最高裁判所裁判官、東京地方裁判所所長
- 藤崎萬里 - 最高裁判所裁判官、外交官（大使）
- 正木ひろし - 弁護士、文筆家

### 経済・実業
- 安藤楢六 - 小田急電鉄社長・名誉会長、小田急百貨店会長
- 大屋麗之助 - 西日本鉄道社長
- 海江田順三郎 - 高島屋開発社長・相談役
- 片岡直方 - 大阪瓦斯社長、貴族院勅選議員
- 金子鋭 - 富士銀行頭取・会長、プロ野球コミッショナー
- 金久好 - 日興證券役員、日興證券投資信託委託副社長、日興ビルディング社長
- 川上米男 - 長府製作所社長・会長、技術者
- 楠根宗生 - 西日本鉄道社長
- 島崎千里 - 電通顧問、日本マーケティング協会理事長
- 高山冨士雄 - 安田信託銀行社長・会長・相談役、信託協会会長
- 田丸秀治 - 電通社長・相談役
- 手塚敏雄 - 川崎重工業社長
- 徳山二郎 - 野村證券顧問、野村総合研究所副社長
- 冨満通哉 - 神鋼電機、シンフォニア_テクノロジー社長
- 野中春三 - 西日本鉄道社長
- 濱中昭一郎 - 日本海運社長・会長・相談役、東京地下鉄会長
- 森村義行 -	森村商事社長、学校法人森村学園理事長
- 吉田秀雄 - 電通社長
- 渡辺忠雄 - 三和銀行頭取・会長
- 川上米男 - 元長府製作所社長・会長、実質的な創業者

### 報道・マスコミ
- 川口幹夫 - 日本放送協会（NHK）会長、テレビプロデューサー

### 学術・研究（理・工・農・医系）
- 赤崎勇 - 工学者（半導体工学、青色発光ダイオードの開発）、ノーベル物理学賞受賞者、日本学士院賞・恩賜賞受賞者、文化功労者、文化勲章受章者、日本学術会議栄誉会員、名古屋大学特別教授・名誉教授、名城大学終身教授・特別栄誉教授
- 赤崎兼義 - 医学者（病理学）、東北大学名誉教授、愛知県がんセンター研究所名誉所長
- 赤崎正則（※五高へ転出） - 工学者（プラズマ工学）、九州大学名誉教授、福岡工業大学学長
- 赤星進 - 医学者・医師（精神科）
- 荒川規矩男 - 医学者（内科学、高血圧研究）、福岡大学名誉教授、国際高血圧学会第12代理事長（The 12th President of the International Society of Hypertension）
- 有馬正高 - 医学者（小児神経学、障害者医学）、国立精神・神経医療研究センター病院名誉院長、東京都立東部療育センター名誉院長、日本重症心身障害学会名誉理事長、日本発達障害学会第4代会長
- 有村章 - 医学者・生理学者（神経科学）、テュレーン大学名誉教授
- 今村明光 - 医学者（内科学）、東京女子医学専門学校教授
- 今村荒男 - 医学者（内科学）、大阪大学総長・名誉教授
- 岩崎松之助 - 工学者（航空工学）、九州大学名誉教授、熊本工業大学（崇城大学）名誉教授
- 江口篤寿 - 健康科学者、医師、筑波大学名誉教授
- 江崎悌三 - 生物学者（昆虫学）、日本昆虫学会会長
- 江夏弘 - 物理学者（素粒子物理学）、立命館大学名誉教授
- 大多和與四郎 - 医学者（内科、小児科）・医師
- 荻生規矩夫 - 医学者、京都大学名誉教授、関西医科大学学長
- 岡本巌 - 地球物理学者（陸水学、琵琶湖研究）、滋賀大学名誉教授
- 小原貞敏 - 工学者（機械工学）、鹿児島大学名誉教授、鹿児島工業高等専門学校初代校長
- 片山佃 - 農学者（作物学）、九州大学名誉教授
- 金久正弘 - 工学者（電気工学・電子工学）、神戸大学名誉教授
- 金久卓也 - 医学者（内科学）、鹿児島大学名誉教授
- 木下亀城 - 地球科学者（鉱床学・鉱物学）、九州大学名誉教授
- 木村有香 - 生物学者（植物学）、東北大学植物園初代園長
- 工藤祐舜 - 生物学者（植物学）、台北植物園園長
- 久保園晃 - 宇宙航空エンジニア、宇宙開発事業団理事、種子島宇宙センター所長、有人宇宙システム社長
- 久保田尚志 - 化学者（有機化学）、大阪市立大学名誉教授、日本学士院賞受賞者
- 黒丸正四郎 - 医学者（精神神経科）、神戸大学名誉教授
- 小島三郎 - 医学者（予防衛生学）、医師
- 笹部新太郎 - 生物学者（植物学、桜研究）
- 進士晃 - 天文学者
- 諏訪兼位 - 地球科学者（岩石学、地質学）、名古屋大学名誉教授、日本福祉大学学長・名誉教授、歌人
- 田中豊 - 土木技術者（橋梁技術）
- 暉峻義等 - 医学者・生理学者（産業医学）、労働科学研究所所長
- 橋村三郎 - 医学者・生理学者（神経生理学、電気生理学）、鹿児島大学名誉教授
- 服部新佐 - 生物学者（植物学、蘚苔類研究）
- 林宗明 - 工学者（電気工学）、京都大学名誉教授
- 東昇 - 微生物学者、電子顕微鏡技術者、京都大学名誉教授、京都大学ウイルス研究所所長
- 日高孝次 - 地球物理学者（海洋物理学）、東京大学海洋研究所所長、日本学士院賞受賞者
- 福井崇時 - 物理学者、名古屋大学名誉教授
- 福島正人 - 工学者（建築構造学）、大阪工業大学名誉教授、俳人
- 福田正臣 - 医学者（内科）・医師
- 本田睦 - 工学者（高速空気力学）、東北大学名誉教授
- 松本良一 - 工学者（船舶工学）、東京大学教授
- 操坦道 - 医学者（内科）、九州大学名誉教授
- 宮久三千年 - 地球科学者（鉱床学・鉱物学）
- 村上忠敬 - 天文学者、広島大学名誉教授、広島女学院大学学長
- 村田洋次郎 - 物理学者（原子核研究）、東京大学名誉教授
- 森周六 - 農学者（農業機具研究）、九州大学教授

### 学術・研究（人文学・社会科学・人間科学系）
- 秋山謙蔵 - 歴史学者（日中関係史、琉球貿易研究）
- 石神兼文 - 法学者（民法、財産法）、鹿児島大学第6代学長・名誉教授
- 稲川誠一 - 歴史学者（日本中世史）
- 猪熊信男 - 歴史学者・国文学者
- 海野一隆 - 地理学者、大阪大学名誉教授
- 大里仁士 - 経済学者（経済政策、北九州地域の産業経済）、九州国際大学学長
- 面高正俊 - 歴史学者（西洋史）、鹿児島大学名誉教授
- 梶山純 - 法学者（商法）、九州国際大学名誉教授
- 勝田有恒（※学制改革により1年修了） - 法学者（西洋法制史）、一橋大学名誉教授
- 金倉円照 - インド哲学者・仏教学者、東北大学名誉教授、宮城教育大学学長、文化功労者、日本学士院賞受賞者
- 河合逸治 - 英語学者、河合塾創立者
- 川野重任 - 農業経済学者、東京大学名誉教授、東京大学東洋文化研究所所長、文化功労者
- 川野洋 - 哲学者（美学）、東京都立科学技術大学名誉教授、東北芸術工科大学名誉教授
- 芳即正 - 歴史学者（鹿児島県郷土史）、鹿児島県立図書館館長、鹿児島県立短期大学教授、鹿児島純心女子短期大学教授、尚古集成館館長
- 木原啓吉 - 環境学者（環境保全運動）、千葉大学名誉教授
- 国崎望久太郎（※中退） - 日本文学者（詩歌研究）、立命館大学名誉教授、歌人
- 黒松巌 - 経済学者（日本工業の経済）、同志社大学名誉教授
- 沢田慶輔 - 教育心理学者、東京大学名誉教授
- 島津久基 - 国文学者、東京大学名誉教授
- 鈴木正四 - 歴史学者（帝国主義研究、民族解放運動史）、愛知大学名誉教授
- 竪山利忠 - 社会学者（労働社会学）、創価大学名誉教授
- 富永理 - 哲学者、松商学園短期大学学長
- 内藤智秀 - 歴史学者（西洋史、西アジア史）
- 中江丑吉 - 中国学者（中国古代思想）
- 中村了昭 - インド哲学・古典インド文学研究者、鹿児島国際大学名誉教授
- 橋本郁雄 - ドイツ語学者、学習院大学名誉教授【七高ドイツ語教員】
- 橋本精次 - 漢文学者【七高漢文教授】
- 福島徳壽郎 - 政治学者、京都大学名誉教授
- 堀豊彦 - 政治学者、東京大学名誉教授
- 丸野弥高 - 国文学者、明治大学名誉教授
- 村野守治 - 歴史学者（日本近代史、鹿児島県郷土史）、鹿児島女子短期大学教授、教育者
- 森昭 - 哲学者・教育学者（教育哲学）
- 山口正 - 国文学者（上代文学、万葉集）、茨城大学名誉教授
- 山口宗之 - 歴史学者（日本幕末政治思想史）、九州大学名誉教授
- 横山保 - 経済学者・統計学者（統計経済学、数理経済学）、大阪大学名誉教授、高岡短期大学初代学長・名誉教授

### 文学・評論・文筆
- 飯干晃一 - ノンフィクション作家
- 泉大八（※中退） - 小説家
- 巌浩 - 編集者
- 岩谷莫哀 - 詩人
- 草間平作 - 翻訳家
- 黒田三郎 - 詩人
- 篠原鳳作 - 俳人
- 多岐川恭 - 小説家、直木賞受賞者
- 津村秀夫 - 映画評論家
- 中島河太郎（中嶋馨） - 文芸評論家、国文学者、和洋女子大学学長・名誉教授、日本推理作家協会第7代理事長、日本ミステリー文学大賞受賞者
- 中村憲吉 - 歌人
- 中村正常（※中退） - 劇作家、小説家
- 新居格 - 評論家、杉並区長
- 野上彰 - 作家、編集者、囲碁ライター
- 橋田東聲 - 歌人
- 花田清輝（※中退） - 小説家、文芸・芸術評論家
- 羽生操（※中退） - 作家、翻訳家
- 萬造寺齊 - 歌人、小説家
- 山岸外史 - 文芸評論家
- 山下秀之助 - 歌人、医師

### 芸術・工芸・芸能・スポーツ
- 天本英世 - 俳優
- 久保義八郎 - 武道家
- 野間守人 - 造園家
- 野村孝 - 映画監督
- 深井史郎 - 作曲家
- 山下耕作 - 映画監督

### その他
- 小沢治三郎（※中退） - 大日本帝国海軍中将
- 寺師義信 - 大日本帝国陸軍軍医総監（軍医中将）
- 若松有次郎 - 大日本帝国陸軍獣医少将

## 著名な教職員
歴代校長と出身者は各節を、前身の鹿児島高等中学造士館教員は中学造士館のページを参照。
- 天野貞祐（ドイツ語教師） - 哲学者、教育者
- 飯塚国三郎（柔道教師） - 柔道家
- 石倉小三郎（教授） - ドイツ文学者、音楽研究者
- 井上赳（教授） - 国文学者
- 岩下壮一（英語教授） - 哲学者、カトリック司祭
- 大津有一（教授） - 国文学者
- 岡上梁（教授）
- 小田常胤（柔道教師） - 柔道家
- 片山孤村（教授） - ドイツ文学者
- 上村清延（教授） - ドイツ文学者
- 亀田次郎（教授） - 国語学者
- 児玉幸多（教授） - 歴史学者
- 小松原隆二（教授）
- 久保田収（教授） - 歴史学者
- 佐村嘉一郎（柔道師範） - 柔道家
- 新免純武（柔道教授） - 柔道家、レスリング選手
- 新屋敷幸繁（国文学教授） - 国文学者、詩人
- 吹田順助（教授） - ドイツ文学者
- 武内大造（教授） - ドイツ学者
- 次田潤（教授） - 国文学者
- 永山時英（教授） - 歴史学者
- 野間真綱（教授） - 英学者
- 林久男（教授） - ドイツ文学者
- 藤村作（教授） - 国文学者
- ジェームズ・マードック（英語教師） - 日本学者、ジャーナリスト
- 松村明（教授） - 国語学者
- 三浦靱郎（教授） - ドイツ学者
- 皆川正禧（英語教授） - 英文学者、翻訳家
- 武笠三 - 国文学者、作詞家
- 村上春太郎（物理学教授） - 天文学者
- 山内晋卿（教師） - 漢学者・仏教学者
- 山田済斎（教授） - 漢学者・陽明学者
- ヨハネス・ルードヴィヒ・ヤンソン（教師） - 獣医学者

## 参考資料
- 第七高等学校造士館一覧（昭和18年至昭和19年）（1943年（昭和18年）9月1日発行, 第七高等学校造士館）第2章 沿革 – 国立国会図書館近代デジタルライブラリーウェブサイト
- 第七高等学校造士館同窓会『七高思出集 前篇』第七高等学校造士館同窓会、1960年12月20日。
- 財界評論新社『北辰斜にさすところ : 第七高等学校造士館50年史』財界評論新社、1970年10月5日。
- 筧田知義『旧制高等学校教育の成立』ミネルヴァ書房、1975年。

## 関連書籍
- 秦郁彦 『旧制高校物語』 文春新書、2003年 ISBN 4166603558
- 『日本近現代史辞典』 東洋経済新報社、1978年

尾崎ムゲン作成「文部省管轄高等教育機関一覧」参照
- 秦郁彦（編）『日本官僚制総合事典；1868 - 2000』 東京大学出版会、2001年

「主要高等教育機関一覧」参照
- 『官報』